# Estat client
Un estat client és un estat controlat en l'àmbit econòmic, polític o militar per un altre estat més poderós en assumptes internacionals. El tipus de relació és una relació bilateral normalment beneficiosa, i amb obligacions mútues, però diferents.
Al llarg de la història, molts països han practicat el clientelisme enfront de països la subordinació podien assegurar sense haver d'assumir el cost. Els tipus d'estats clients inclouen: estat satèl·lit, estat associat, estat titella, neocolònia, protectorat, estat vassall i estat tributari.

## Exemples
- Pèrsia i les ciutats estat gregues practicaven el clientelisme amb estats menys poderosos, com Atenes amb la Lliga de Delos o Esparta amb la Lliga del Peloponès. Posteriorment, Filip II de Macedònia va imposar la Lliga de Corint.[2]
- La República Romana va crear una gran quantitat d'estats clients que després van ser absorbits per l¡Imperi.[3][4]
- Corea (sota la dinastia Koryo o Goryeo) va ser un estat client de l'Imperi Mongol al segle xiii, i del Japó a la fi de segle xix i principis del segle xx.
- L'Imperi Otomà tenia una sèrie d'estats vassalls o estats tributaris, en general localitzats a la perifèria de l'imperi, que estaven sota sobirania de govern imperial, però sobre els quals no exercia el control directe per diverses raons. Alguns d'aquests estats van servir com a estats tampons.
- França, després de la Revolució, va afavorir el sorgiment de "repúbliques germanes" a: Itàlia, Suïssa, Bèlgica i els Països Baixos, les quals es van convertir en estats clients durant l'imperi. Una mena similar van enfrontar Espanya i dos estats creats per Napoleó: el Gran Ducat de Varsòvia i la Confederació del Rhin.
- Els estats principescos de l'Índia eren entitats nominalment sobiranes de l'Índia Britànica que no eren governades en forma directa pels britànics, sinó per governants nadius sota un esquema de govern indirecte,[5] subjecte a una aliança subsidiària i la suzerania de la Corona britànica.
- Durant la Segona Guerra Mundial, França es va convertir, sota el govern de Vichy, en un estat client de l'Alemanya nazi. Els nazis també van establir estats client en els seus territoris conquistats a l'est, com la República Eslovaca, l'Estat Independent de Croàcia i Sèrbia.